# Ferrofluid

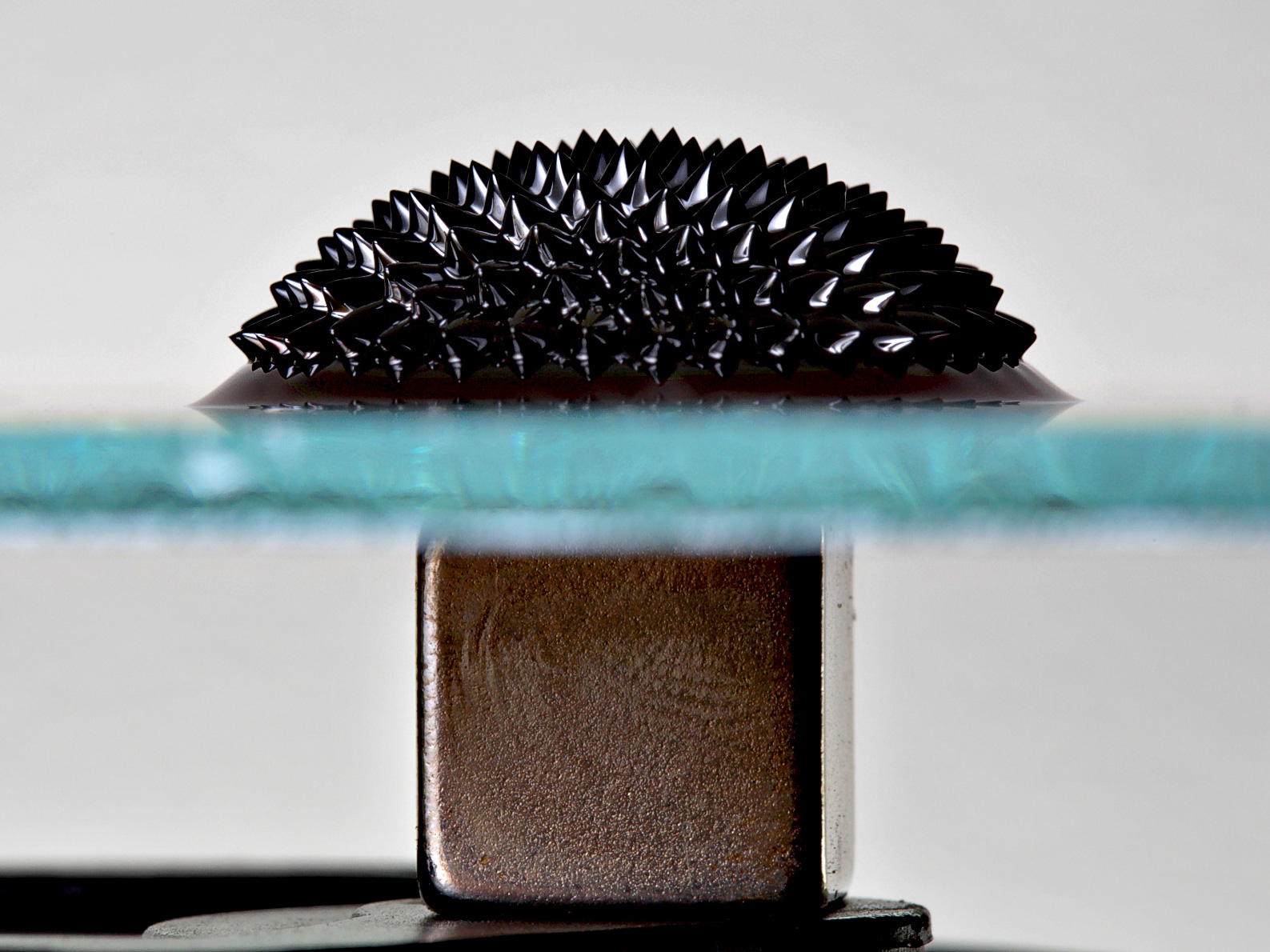
Mágnesre helyezett üveglapon található ferrofluid

A ferrofluid (latin eredetű "ferrum" (vas) és "fluidum" (folyadék) szavakból tevődik össze) olyan folyadék, mely mágneses térben erősen polarizálható. A ferrofluidok olyan kolloid keverékek, melyek nanoméretű ferromágneses részecskéket tartalmaznak, melyeket általában szerves oldószer vagy más folyadék szállít. A ferromágneses nanorészecskéket felületaktív anyaggal vonják be, mely meggátolja, hogy a mágneses, valamint a van der Waals-erők hatására egy bizonyos pontba felhalmozódjanak vagy összetapadjanak. Annak ellenére, hogy a ferrofluid elnevezés ferromágneses tulajdonságra utalhatna, ezek a kolloidok csak külső mágneses tér jelenlétében mutatnak ferromágneses tulajdonságot. Viszont paramágneses tulajdonságuk jelentős, nagy mágneses szuszceptibilitásuknak (polarizálhatóság) köszönhetően. Jelenleg permanens mágneses fluidumokat igen nehezen tudnak előállítani. A különbség a ferrofluid és a mágneses RH (magneto-rheological) folyadék között az alkotórészecskék mérete. A ferrofluidban található részecskék nanoméretűek, és jellemző rájuk a Brown-mozgás, így normál körülmények között nem ülepednek le. A mágneses RH folyadékok mikrométer nagyságú részecskéket tartalmaznak, amelyek túl nehezek a Brown-féle mozgás fenntartásához, ezért bizonyos idő elteltével a hordozó folyadék és a részecskék közti sűrűségkülönbség miatt leülepszenek.

## Leírás

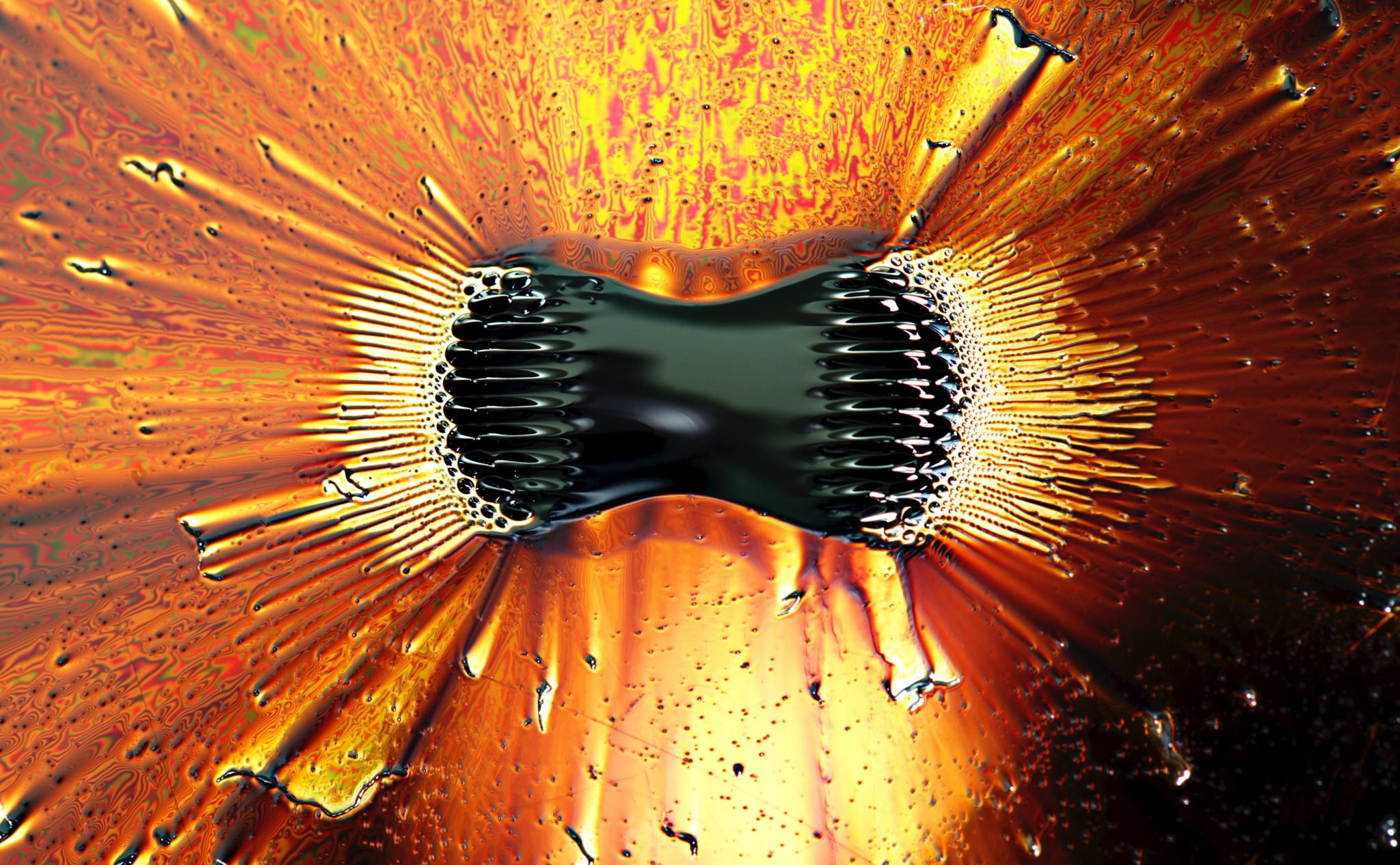
Ferrofluid olajos közegben a mágnes pólusai köré tömörül

A ferrofluidokban nanoméretű részecskék vannak, átmérőjük körülbelül 10 nanométer vagy kevesebb. Ezek  magnetit, hermatit vagy más vasalapú részecskék, amelyek elég kicsik ahhoz, hogy hőmozgás során szétoszoljanak a hordozó folyadékban, és a fluidnak mágneses tulajdonságot kölcsönözzenek. A vasalapú részecskéket felületaktív folyadékréteg fedi, amelyet olajhoz vagy vízhez adva biztosítja a ferrofluid  folyadék jellegét. Annak köszönhetően, hogy a ferrofluidban két halmazállapot létezik (szilárd fém és folyadék), külső mágneses tér hatására fázisátalakulást szenved, ezért különböző technikai alkalmazásokra használatosak. Az igazi ferrofluidok stabilak, ami azt jelenti, hogy a szilárd részecskék nem tapadnak össze vagy nem válik szét a két fázis, még nagyon erős mágneses tér hatására sem. Hátránya, hogy idővel, néhány év elteltével lebomolhat a felületaktív anyag, amely a részecskéket borítja, és így a részecskék összesűrűsödnek egy adott pontba. Ha ez bekövetkezik, a ferrofluid többé nem reagál a külső mágneses mező hatásra. A ferrofluidok ugyanakkor érzékenyek a nagyon magas hőmérsékletre, amely Curie-hőmérséklet néven ismert, ezen a hőmérsékleten elveszítik mágneses tulajdonságaikat. A nanorészecskék összetétele miatt minden ferrofluidra más specifikus hőmérséklet jellemző, amelyen még megőrzik stabilitásukat.

## Felhasználás
- Elektronikus készülékek:

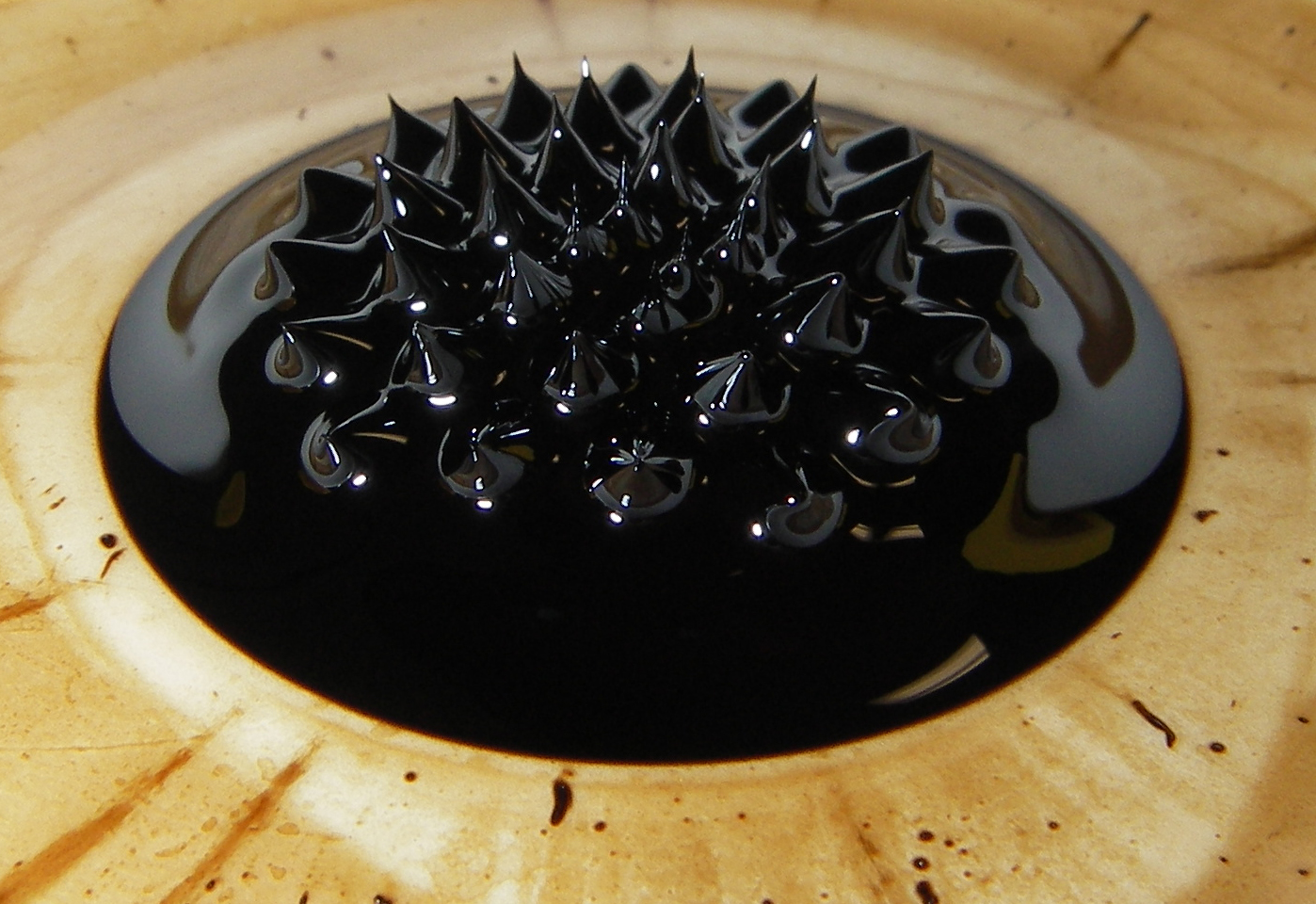
Ferrofluid mágneses tér hatása alatt

A ferrofluidokat folyékony tömítésként használják a merevlemezek meghajtott tengelye körül. A forgó tengelyek mágnesekkel vannak körülvéve. A tengely és a mágnes közti résben elhelyezett kis mennyiségű ferrofluidot stabilan tartja a mágneses tér. A mágneses részecskékből álló fluidum védőburkolatot képez, amely megakadályozza, hogy a por a merevlemezre jusson. 
- Hangtechnikai készülékek:

Emellett másik ismert felhasználási területe a viszkózussá hígított ferrofluidoknak a hangtechnikában van, nevezetesen a HIFI és egyes PA (Public Address) hangdobozok, magassugárzóinak tekercs-légrés hűtésére is alkalmazzák.
Ezen technikai eszközöknél az idő előrehaladtával jól tettenérhető, a már előzőekben említett "öregedési folyamat", amikor is egy helyre vonzódik a folyadék nagy része, így az egyenletes légrés kitöltés megszűnik, és az elégtelen hűtés miatt az adott hangszóró tekercse, egy szakaszon "ég" csak le.
- Orvostudomány:

Az orvostudományban kontrasztanyagként használják az MRI (mágneses magrezonancia képalkotás) készülékeknél, rákos sejtek kimutatásához.
Ebben az esetben a ferrofluidok vas-oxid nanorészecskéket tartalmaznak.
- Optika:

A tudósok olyan formáját változtató ferrofluid tükör készítésével kísérleteznek, melyet a Föld felszínén elhelyezett csillagászati teleszkópokban tudnak használni.

## Fordítás
Ez a szócikk részben vagy egészben  a   Ferrofluid című angol Wikipédia-szócikk fordításán alapul.  Az eredeti cikk szerkesztőit annak laptörténete sorolja fel. Ez a jelzés csupán a megfogalmazás eredetét és a szerzői jogokat jelzi, nem szolgál a cikkben szereplő információk forrásmegjelöléseként.

## Külső hivatkozások
- How ferrofluid works video
- A comparison of ferrofluid and MR fluid (at the bottom of the page)
- Chemistry comes alive: Ferrofluid
- Research project about ferrofluides
- Flow behavior of ferrofluids
- MIT Explores Ferrofluid Applications[halott link]
- Ferrofluid Sculptures by Sachiko Kodama (Google Video) Archiválva 2006. augusztus 5-i dátummal a Wayback Machine-ben
- Daniel Rutter has some fun with Ferrofluid
- High pressure valve
- Ferrofluid Sculptures FLYP Media video story on Sachiko Kodama, an artist who works with ferrofluid.
- Liquid seal for Sterling piston (video)
- Dynamic Etalon utilizing ferrofluid- image gallery, references, published papers
- FerroFluid Synthesis Archiválva 2007. február 3-i dátummal a Wayback Machine-ben
- Interdisciplinary education group: Ferrofluids (contains videos and a lab for synthesis of ferrofluid)
- Synthesis of an Aqueous Ferrofluid — instructions in PDF and DOC format